# Mike Williams
Mike Willemsen (sinh ngày 27 tháng 11 năm 1996), được biết đến nhiều hơn với nghệ danh Mike Williams, là một DJ, nhạc sĩ, nhà sản xuất âm nhạc người Hà Lan.
Anh được biết đến nhiều nhất khi làm việc với Tiësto và với tư cách là nghệ sĩ của Spinnin' Records, người đã công nhận anh là "nghệ sĩ của tương lai". Anh ấy được coi là một trong những người tiên phong của thể loại nhạc Future Bounce, một nhánh phụ mới nổi của thể loại nhạc Future house, cùng với các music producer người Hà Lan khác như Justin Mylo, Brooks và Mesto.

## Tiểu sử

### Những năm đầu đời
Willemsen sinh vào ngày 27 tháng 11 năm 1996. Anh bắt đầu chơi piano từ khi còn nhỏ vào năm 6 tuổi. Khi lớn hơn, anh học cách đọc các bản nhạc (sheet nhạc) mỗi khi học piano. Nhưng anh thích tự sáng tạo, tự tạo và tự chơi các bài hát của mình. Sau đó, anh bỏ học và bắt đầu làm việc với một chiếc máy tính xách tay với bộ khuếch đại và loa của cha mình. Năm 12 tuổi, anh học DJ và sản xuất bản nhạc EDM đầu tiên của mình. Năm 14 tuổi, anh biểu diễn với tư cách là một DJ trong một câu lạc bộ hơn 500 người và sau đó thường xuyên được mời đi biểu diễn.

### Sự nghiệp âm nhạc
Vào thời gian đầu, anh đã phát hành nhiều bản phối lại và bootlegs của các bài hát như "Blame" của Calvin Harris và "I Really Like You" của Carly Rae Jepsen, đã nhận được hơn 3 triệu lượt nghe trên SoundCloud. Bản phối lại bài hát của Harris đã được đón nhận nồng nhiệt trên các thị trường và thường xuyên được các DJ khác như Oliver Heldens chơi tại các set nhạc của họ. Sau đó, anh bắt đầu phát hành các bài hát của riêng mình, cũng như hợp tác với các nghệ sĩ khác và đĩa đơn đầu tiên của anh là "Konnichiwa", được phát hành vào ngày 31 tháng 1 năm 2015. Vào ngày 6 tháng 6 năm 2015, anh phát hành "Candy", hợp tác với Dastic (Damian Bast). Đĩa đơn "Battlefield" của Williams với nghệ danh WLLMS với Robby East được phát hành vào ngày 26 tháng 6 năm 2015. Kể từ đó, anh được các nhãn đĩa và ban quản lý tiếp cận trước khi ký hợp đồng với Spinnin' Records. Anh cũng đã được ký hợp đồng với Tiësto, người sau này cũng đã phát hành một đĩa đơn với anh ấy, và được quản lý bởi MusicAllStars.
Vào ngày 29 tháng 2 năm 2016, anh phát hành "Sweet & Sour", đĩa đơn đầu tiên của anh thông qua nhãn đĩa Musical Freedom của Tiësto. Đĩa đơn đã đạt vị trí thứ 6 trên bảng xếp hạng Beatport Top 100. Vào ngày 8 tháng 3 năm 2016, anh là khách mời và biểu diễn tại Bij Igmar trên SLAM!. Trong Lễ hội âm nhạc Ultra năm 2016, Tiësto đã giới thiệu Williams với đám đông và mời anh ấy biểu diễn trong phim trường của mình. Vào ngày 16 tháng 5 năm 2016, Williams phát hành "Groovy George", một sự hợp tác với Justin Mylo thông qua Musical Freedom. Một video âm nhạc chính thức cho bài hát đã được phát hành. Cùng tháng đó, cả hai là khách mời và đã biểu diễn tại Bij Igmar trên SLAM!. Vào ngày 5 tháng 8 năm 2016, cùng với Tiësto, anh đã phát hành "I Want You" thông qua Musical Freedom dưới dạng tải xuống miễn phí. Đĩa đơn đã nhận được hơn 16 triệu lượt nghe tính đến tháng 3 năm 2017. Cùng tháng đó, anh đã biểu diễn tại lễ hội Mysteryland 2016. Vào tháng 9, Williams đã phối lại "Feel the Love", một đĩa đơn của Janieck, chính thức phát hành vào ngày 26 tháng 9. Vào ngày 17 tháng 10 năm 2016, anh phát hành "Take Me Down", đĩa đơn đầu tiên của anh thông qua Spinnin' Records. Cùng tháng đó, lần đầu tiên anh ấy biểu diễn tại Sự kiện khiêu vũ Amsterdam. Bản phối lại "Money Maker" của Throttle với sự kết hợp của LunchMoney Lewis và Aston Merrygold ra mắt vào ngày 7 tháng 11 năm 2016, là bản phát hành cuối cùng của anh trong năm.
Vào ngày 5 tháng 1 năm 2017, anh bắt đầu chương trình radio của riêng mình với tựa đề "Mike Williams on Track", là một phần trong lịch trình cuối tuần của đài phát thanh Hà Lan SLAM!. Bốn ngày sau, anh trở lại Musical Freedom và phát hành "Bambini", đĩa đơn đầu tiên trong năm của anh. Vào ngày 3 tháng 3 năm 2017, anh phát hành đĩa đơn "Another Night" kết hợp với Matluck trên Spinnin' Records. Một video âm nhạc chính thức cho bài hát cũng đã được phát hành. Một phiên bản acoustic được phát hành bốn tuần và năm ngày sau đó. Vào ngày 13 tháng 3 năm 2017, Williams thông báo trên mạng xã hội rằng máy tính xách tay của anh đã bị đánh cắp vào đêm Chủ nhật. Trong khi anh đang ngủ, một tên trộm đã đột nhập vào nhà anh ở Amsterdam. Sau đó anh ta tỉnh dậy, nhưng đã quá muộn và anh ta thấy tên trộm đang bỏ chạy với chiếc máy tính xách tay của mình. Chiếc máy tính xách tay có dữ liệu quý giá đối với anh ta với tư cách là một nhà sản xuất, nên Williams đã phải treo thưởng 2000 đô la cho ai giúp anh ta lấy lại nó. Vào ngày 27 tháng 4 năm 2017, anh ấy đã biểu diễn tại AFAS Stadion ở Alkmaar trong SLAM! Koningsdag 2017. Vào ngày 8 tháng 5 năm 2017, anh phát hành đĩa đơn "Don't Hurt" trên Spinnin' Records, có sự góp mặt của Brēzy. Cùng tháng đó, anh ấy lại là khách mời và biểu diễn tại Bij Igmar trên SLAM!. Ngay sau đó, Williams phát hành bản phối lại chính thức cho "Hunter", một đĩa đơn của Galantis. Một tháng sau, anh hợp tác với Lucas & Steve và Curbi cho đĩa đơn "Let's Go". Bốn người sau đó đã tổ chức một tập trên chương trình radio Spinnin' Records. Vào ngày 4 tháng 8 năm 2017, anh và Felix Jaehn phát hành đĩa đơn hợp tác "Feel Good". Đĩa đơn này đã lọt top 50 trên bảng xếp hạng nhạc dance của Apple Music và dành một vài tuần trong danh sách nhạc dance hạng A trên Apple Music. Một tuần sau, anh phát hành "Step Up", hợp tác với Tom & Jame trên hãng thu âm phụ của Spinnin' Records là Spinnin' Copyright Free Music dưới dạng tải xuống miễn phí. Vào ngày 4 tháng 9 năm 2017, anh phát hành một đĩa đơn với Brooks, có tựa đề "Jetlag". Vào ngày 26 tháng 1 năm 2018, anh đã phát hành đĩa đơn "Lullaby" với R3hab.
Trong Top 100 DJ Mag 2017, Williams được bình chọn ở vị trí thứ 60. Trong Top 100 DJ Mag năm 2018, anh được bình chọn ở vị trí 66.

## Vlog

Logo của series Mike Grilliams

Ngày 15 tháng 4 năm 2020, Mike Williams đăng một vlog hướng dẫn nấu món cà ri xanh, một món ăn khá phổ biến của Thái Lan lên trang Instagram chính thức của mình. Anh chơi chữ, đổi Mike Williams thành Mike Grilliams. Tính đến thời điểm hiện tại, video này đã thu hút được 32.498 lượt xem. Anh cũng đăng một số vlog nấu ăn của mình lên cả Twitter và TikTok.

Đến ngày 10/1/2021, Mike Williams đăng số đầu tiên của series Mike Grilliams lên Youtube để chia sẻ kinh nghiệm nấu ăn của mình. Sau đó, trong các số kế tiếp, anh có mời thêm một số producer khác như Dastic, Mesto, Curbi, Felix Jaehn. Để tăng phần thú vị, anh thêm phần Hot Questions vào các video có khách mời. Trong phần này, anh chuẩn bị những miếng cực cay do mình tự làm. Khách mời phải trả lời những câu hỏi do Mike chuẩn bị. Nếu trả lời được thì Mike sẽ phải ăn một viên thịt của mình. Nếu không trả lời được thì khách mời phải ăn miếng thịt siêu cay đó.

Hiện tại, series này đã có 14 videos với số mới nhất là món "The Lazy Chicken" được đăng vào ngày 16/11/2022.

## Danh sách đĩa hát

### Bảng xếp hạng
| 2017                                                                                    | "Bambini"                                 | —  | —[A] | Đĩa đơn không nằm trong album |
| 2017                                                                                    | "Let's Go" (with Lucas & Steve and Curbi) | 49 | —    | Đĩa đơn không nằm trong album |
| 2018                                                                                    | "Give It Up"                              | 42 | —    | Đĩa đơn không nằm trong album |
| 2018                                                                                    | "Wait Another Day" (with Mesto)           | 41 | 42   | Đĩa đơn không nằm trong album |
| 2019                                                                                    | "Wait For You" (featuring Maia Wright)    | 17 | —    | Đĩa đơn không nằm trong album |
| 2019                                                                                    | "Day Or Night"                            | —  | 50   | Đĩa đơn không nằm trong album |
| 2020                                                                                    | "Make You Mine" (featuring Moa Lisa)      | 41 | 27   | Đĩa đơn không nằm trong album |
| "-" biểu thị bản ghi không có bảng xếp hạng hoặc không được phát hành trong khu vực đó. |                                           |    |      |                               |

### Đĩa đơn
| 2015                                                                                  | Konnichiwa                | Mike Williams | —             | Mike Williams Media                              |
| 2015                                                                                  | Konnichiwa                | Mike Williams | —             | Future House Music (FHM)                         |
| 2015                                                                                  | Candy                     | Mike Williams | Dastic        | Musical Sweets                                   |
| 2015                                                                                  | Battlefield               | WLLMS         | Robby East    | LYD (Future House Music)                         |
| 2016                                                                                  | Sweet & Sour              | Mike Williams | —             | Musical Freedom (Spinnin' Records)               |
| 2016                                                                                  | Groovy George             | Mike Williams | Justin Mylo   | Musical Freedom (Spinnin' Records)               |
| 2016                                                                                  | I Want You                | Mike Williams | Tiësto        | Musical Freedom (Spinnin' Records)               |
| 2016                                                                                  | Take Me Down              | Mike Williams | —             | Spinnin' Records                                 |
| 2017                                                                                  | Bambini                   | Mike Williams | —             | Musical Freedom (Spinnin' Records)               |
| 2017                                                                                  | Another Night             | Mike Williams | Matluck       | Spinnin' Records                                 |
| 2017                                                                                  | Don't Hurt                | Mike Williams | Brēzy         | Spinnin' Records                                 |
| 2017                                                                                  | Let's Go                  | Mike Williams | Lucas & Steve | Spinnin' Records                                 |
| 2017                                                                                  | Let's Go                  | Mike Williams | Curbi         | Spinnin' Records                                 |
| 2017                                                                                  | Feel Good                 | Mike Williams | Felix Jaehn   | Spinnin' Records                                 |
| 2017                                                                                  | Step Up                   | Mike Williams | Tom & Jame    | Spinnin' Copyright Free Music (Spinnin' Records) |
| 2017                                                                                  | Jetlag                    | Mike Williams | Brooks        | Spinnin' Records                                 |
| 2017                                                                                  | Melody (Tip Of My Tongue) | Mike Williams | —             | Musical Freedom (Spinnin' Records)               |
| 2017                                                                                  | You & I                   | Mike Williams | Dastic        | Spinnin' Records                                 |
| 2018                                                                                  | Lullaby                   | Mike Williams | R3HAB         | CYB3RPVNK                                        |
| 2018                                                                                  | Feels Like Yesterday      | Mike Williams | Robin Valo    | Spinnin' Records                                 |
| 2018                                                                                  | Give It Up                | Mike Williams | —             | Spinnin' Records                                 |
| 2018                                                                                  | The Beat                  | Mike Williams | —             | Spinnin' Records                                 |
| 2018                                                                                  | Rocket                    | Mike Williams | —             | Dharma Worldwide (Spinnin' Records)              |
| 2018                                                                                  | Wait Another Day          | Mike Williams | Mesto         | Spinnin' Records                                 |
| 2019                                                                                  | I Got You                 | Mike Williams | —             | Spinnin' Records                                 |
| 2019                                                                                  | I'm Not Sorry             | Mike Williams | Hardwell      | Revealed Recordings                              |
| 2019                                                                                  | Wait For You              | Mike Williams | Maia Wright   | Spinnin' Records                                 |
| 2019                                                                                  | Kylie                     | Mike Williams | Dastic        | Spinnin' Records                                 |
| 2019                                                                                  | Day Or Night              | Mike Williams | —             | Musical Freedom (Spinnin' Records)               |
| 2019                                                                                  | Dynamite                  | Mike Williams | Nicky Romero  | Protocol Recordings                              |
| 2019                                                                                  | Dynamite                  | Mike Williams | Amba Shepherd | Protocol Recordings                              |
| 2020                                                                                  | Make You Mine             | Mike Williams | Moa Lisa      | Spinnin' Records                                 |
| 2020                                                                                  | Take Me There             | Mike Williams | Curbi         | Spinnin' Records                                 |
| 2020                                                                                  | Fallin' In                | Mike Williams | —             | Universal Music Group                            |
| 2020                                                                                  | You're The Future         | Mike Williams | SWACQ         | Spinnin' Records                                 |
| 2020                                                                                  | Face Up To The Sun        | Mike Williams | Justin Mylo   | Universal Music                                  |
| 2020                                                                                  | Face Up To The Sun        | Mike Williams | Sara Sangfelt | Universal Music                                  |
| 2021                                                                                  | I Hope You Know           | Mike Williams | Jonas Aden    | Universal Music                                  |
| 2021                                                                                  | Get Dirty                 | Mike Williams | —             | Musical Freedom (Spinnin' Records)               |
| 2021                                                                                  | Without You               | Mike Williams | Felix Jaehn   | Universal Music                                  |
| 2021                                                                                  | Without You               | Mike Williams | Jordan Shaw   | Universal Music                                  |
| 2021                                                                                  | AIR                       | Mike Williams | —             | Spinnin' Records                                 |
| 2021                                                                                  | Harmony                   | Mike Williams | Xillions      | Spinnin' Records                                 |
| 2022                                                                                  | Pretty Little Words       | Mike Williams | Zack Hall     | Spinnin' Records                                 |
| 2022                                                                                  | Here For You              | Mike Williams | Magnificence  | Musical Freedom (Spinnin' Records)               |
| 2022                                                                                  | I Said Too Much           | Mike Williams | —             | Smash The House                                  |
| 2022                                                                                  | Closing Time              | Mike Williams | Matluck       | Spinnin' Records                                 |
| 2022                                                                                  | Best Part Missing         | Mike Williams | —             | Spinnin' Records                                 |
| 2022                                                                                  | Supernova                 | Mike Williams | RetroVision   | Spinnin' Records                                 |
| 2022                                                                                  | Ambush                    | Mike Williams | Robbie Mendez | Spinnin' Records                                 |
| 2022                                                                                  | When The Sun Is Gone      | Mike Williams | RYVM          | Spinnin' Records                                 |
| 2022                                                                                  | Sing Your Lullaby         | Mike Williams | R3HAB         | CYB3RPVNK                                        |
| 2023                                                                                  | Dreams Come True          | Mike Williams | Tungevaag     | Spinnin' Records                                 |
| "-" biểu thị bài nhạc do chính Mike Williams làm, không hợp tác với các nghệ sĩ khác. |                           |               |               |                                                  |

### Các bản remix
| Năm  | Bài nhạc                                                | Tác giả gốc      | Label                               |
| ---- | ------------------------------------------------------- | ---------------- | ----------------------------------- |
| 2014 | Shower (Mike Williams Future Remix)                     | Beck G           | —                                   |
| 2014 | Blame (Mike Williams Future Remix)                      | Calvin Harris    | —                                   |
| 2014 | Blame (Mike Williams Future Remix)                      | John Newman      | —                                   |
| 2014 | Raise Your Hands (Mike Williams & Mesto Future Bootleg) | Ummet Ozcan      | Future House Sound                  |
| 2015 | Outside (Mike Williams Remix)                           | Calvin Harris    | —                                   |
| 2015 | Outside (Mike Williams Remix)                           | Ellie Goulding   | —                                   |
| 2016 | The Right Song (Mike Williams Remix)                    | Tiësto           | Universal Music Group               |
| 2016 | The Right Song (Mike Williams Remix)                    | Oliver Heldens   | Universal Music Group               |
| 2016 | The Right Song (Mike Williams Remix)                    | Natalie La Rose  | Universal Music Group               |
| 2016 | Feel The Love (Mike Williams Remix)                     | Janieck          | Spinnin' Remixes (Spinnin' Records) |
| 2016 | Money Maker (Mike Williams Remix)                       | Throttle         | Spinnin' Remixes (Spinnin' Records) |
| 2016 | Money Maker (Mike Williams Remix)                       | LunchMoney Lewis | Spinnin' Remixes (Spinnin' Records) |
| 2016 | Money Maker (Mike Williams Remix)                       | Aston Merrygold  | Spinnin' Remixes (Spinnin' Records) |
| 2017 | Hunter (Mike Williams Remix)                            | Galantis         | Big Beat Records                    |
| 2017 | Trouble (Mike Williams Remix)                           | R3HAB            | CYB3RPVNK                           |
| 2017 | Trouble (Mike Williams Remix)                           | Vérité           | CYB3RPVNK                           |
| 2018 | We Want Your Soul (Mike Williams Remix)                 | Dada Life        | Future House Music                  |
| 2019 | How You Love Me (Mike Williams Remix)                   | Hardwell         | Spinnin' Records                    |
| 2019 | How You Love Me (Mike Williams Remix)                   | Conor Maynard    | Spinnin' Records                    |
| 2019 | How You Love Me (Mike Williams Remix)                   | Snoop Dogg       | Spinnin' Records                    |
| 2019 | Wait for You (VIP Mix)                                  | Mike Williams    | Spinnin' Records                    |
| 2019 | Wait for You (VIP Mix)                                  | Maia Wright      | Spinnin' Records                    |
| 2019 | Who's Got Your Love (Mike Williams Remix)               | Cheat Codes      | Spinnin' Records                    |
| 2019 | Who's Got Your Love (Mike Williams Remix)               | Daniel Blume     | Spinnin' Records                    |
| 2020 | Blue (Mike Williams Remix)                              | Tiësto           | Future House Music                  |
| 2020 | Blue (Mike Williams Remix)                              | Stevie Appleton  | Future House Music                  |
| 2020 | Breaking Me (Mike Williams Remix)                       | Topic            | Future House Music                  |
| 2020 | Breaking Me (Mike Williams Remix)                       | A7S              | Future House Music                  |
| 2021 | I Hope You Know (Chill Mix)                             | Mike Williams    | UME (Universal Music Group)         |
| 2021 | I Hope You Know (Chill Mix)                             | Jonas Aden       | UME (Universal Music Group)         |
| 2021 | Where The Lights Are Low (Mike Williams Remix)          | Toby Romeo       | Future House Music                  |
| 2021 | Where The Lights Are Low (Mike Williams Remix)          | Felix Jaehn      | Future House Music                  |
| 2021 | Where The Lights Are Low (Mike Williams Remix)          | FAULHABER        | Future House Music                  |
| 2021 | Going Dumb (Mike Williams Remix)                        | Alesso           | Liquid State                        |
| 2021 | Going Dumb (Mike Williams Remix)                        | Stray Kids       | Liquid State                        |
| 2021 | Going Dumb (Mike Williams Remix)                        | CORSAK           | Liquid State                        |